# DuPont
DuPont de Nemours, «Дюпо́н де Немур» — американская химическая компания, одна из крупнейших в мире. Штаб-квартира находится в Уилмингтоне (штат Делавэр). В современном виде возникла в 2019 году после обмена активами с Dow Chemical.
В списке крупнейших компаний мира Forbes Global 2000 за 2022 год заняла 356-е место (746-е по размеру выручки, 159-е по чистой прибыли, 794-е по активам и 505-е по рыночной капитализации). Среди крупнейших компаний США Fortune 500 заняла 213-е место.
Основана в 1802 году как предприятие по производству пороха. Позже номенклатура военной продукции расширилась и включила разработку и производство взрывчатых веществ, боевых отравляющих веществ, химического, зажигательного и ядерного оружия. В лабораториях «Дюпон» были созданы напалм, тефлон, кевлар и тактические дефолианты.

## История
Компанию основал в 1802 году Элетер Ирене Дюпон де Немур; компания занималась производством пороха. После смерти основателя дело продолжили его сыновья, расширив ассортимент продукции бездымным порохом, динамитом и нитроглицерином. В начале XX века компанию возглавил Пьер Дюпон, с его именем связан период бурного роста компании, к 1905 году она контролировала 75 % рынка пороха в США, а также начала производить пластмассы, краски и различные химикаты. К этому времени DuPont стала основой экономики штата Делавэр. В 1912 году компании под давлением правительства США пришлось отделить часть пороховых заводов в две самостоятельные компании. В 1914 году Пьер Дюпон начал скупать акции General Motors, и к 1920-х годам получил значительный контроль над этим автопроизводителем; DuPont стала основным поставщиком красок, антифриза и присадок к топливу для GM (доля в компании была продана в 1962 году). В 1930-х годах компания начала производство ряда новых материалов, таких как неопрена (синтетическая резина), нейлон, тефлон. В 1943 году компанией был построен Хэнфордский комплекс, один из ключевых объектов в создании атомной бомбы в США.
В 1968 году компания представила первый в мире полностью автоматизированный дискретный химический анализатор для крови и сыворотки под торговой маркой aca analyzer. В 1970-х годах в компании начался кризис, вызванный резким ростом цены на нефть, однако в это время началось промышленное производство кевлара, одной из наиболее успешных разработок DuPont. В 1980-х годах компания начала расширять сферу деятельности за счёт поглощений, наиболее крупных из них была нефтяная компания Conoco, также были куплены компании в таких отраслях, как фармацевтика, производство пестицидов и электронных компонентов. В 1998 году Conoco была продана, а в 1999 году была куплена компания Pioneer Hi-Bred International, специализирующаяся на гибридных сортах кукурузы; производство гибридных и генетически модифицированных семян стало одним из основных направлений деятельности DuPont.
В октябре 2001 года фармацевтическое подразделение было продано компании Bristol Myers Squibb за 7,8 млрд долларов. В 2004 году «Дюпон» продала свой текстильный бизнес компании Koch Industries, уступив вместе с этим видом деятельности и одну из своих самых успешных марок — «лайкра».
В 2011 году за 6,3 млрд долларов была куплена датская компания Danisco, производитель пищевых ферментов и добавок. В середине 2015 года производство эксплуатационных материалов было отделено в самостоятельную компанию Chemours; её продукция включает диоксид титана, хладагенты, цианиды, серную кислоту, анилин и другие химикаты.
В декабре 2015 года было достигнуто соглашение о слиянии Dow Chemical и DuPont, которое было завершено в августе 2017 года. Активы двух компаний были распределены по трём подразделениям: сельское хозяйство, материальное химическое производство и специализированная продукция. В апреле 2019 года подразделения стали самостоятельными компаниями: Corteva, Dow Inc. и «новая» DuPont.

## Собственники и руководство
Семья Дюпон на 2020 год занимала 17-е место среди богатейших семей США с состоянием в 16 млрд долларов.
Эдуард Брин (Edward D. Breen, род. в 1956 году) — председатель совета директоров и главный исполнительный директор с ноября 2015 года. До этого возглавлял компанию Tyco (системы безопасности).

## Деятельность
«Дюпон» выпускает широкий спектр химических материалов, ведя обширные инновационные исследования в этой области. Компания является изобретателем множества полимерных и иных материалов, среди которых неопрен, нейлон, кевлар, майлар, тайвек и другие. Компания была разработчиком и основным производителем фреонов, используемых в производстве холодильных устройств.
Дочерние компании имеются в 60 странах, производственные мощности — в 25 странах.
Основные подразделения по состоянию на 2021 год:
- Electronics & Industrial — вещества, применяемые при производстве электронных компонентов (микросхем, светодиодов, фоторезисторов) и печатных плат, чернила для промышленной и офисной печати; две трети продаж приходится на Азиатско-Тихоокеанский регион; выручка 5,554 млрд долларов.
- Water & Protection — средства для очистки воды (мембраны для систем обратного осмоса), защитные материалы (упаковка, средства химической защиты), износоустойчивые и термостойкие покрытия, изоляционные материалы; выручка 5,552 млрд долларов.
- Mobility & Materials — термопласты, эластомеры, силиконы и другие материалы для электронной и автомобильной промышленности; выручка 5,045 млрд долларов.

Основные регионы деятельности:
- США и Канада — 55 предприятий, 42 % сотрудников, выручка 4,32 млрд долларов.
- Азиатско-Тихоокеанский регион — 54 предприятия, 36 % сотрудников, выручка 8,10 млрд долларов, из них 3,96 млрд в КНР.
- Европа, Ближний Восток и Африка — 22 предприятия, 20 % сотрудников, выручка 3,32 млрд долларов.
- Латинская Америка — 3 предприятия, 2 % сотрудников, выручка 0,60 млрд долларов.

## Продукция военного и двойного назначения
| Экономические показатели деятельности Powder Company накануне и в годы Первой мировой войны | Экономические показатели деятельности Powder Company накануне и в годы Первой мировой войны | Экономические показатели деятельности Powder Company накануне и в годы Первой мировой войны |
| год                                                                                         | валовой доход                                                                               | чистая прибыль                                                                              |
| ------------------------------------------------------------------------------------------- | ------------------------------------------------------------------------------------------- | ------------------------------------------------------------------------------------------- |
| 1912                                                                                        | 35 552 400                                                                                  | 6 871 000                                                                                   |
| 1913                                                                                        | 26 675 000                                                                                  | 5 347 000                                                                                   |
| 1914                                                                                        | н/д                                                                                         | н/д                                                                                         |
| 1915                                                                                        | 131 142 000                                                                                 | 57 399 000                                                                                  |
| 1916                                                                                        | 318 845 000                                                                                 | 87 107 000                                                                                  |

Своему стремительному развитию «Дюпон» обязана успехами отнюдь не на рынке потребительских товаров. Её развитие неразрывно связано с американской военной промышленностью, поскольку она сулила большие доходы при относительно низких затратах и представляла собой совершенно иной клиентский сектор, не зависящий от покупательской способности населения, колебаний на рынках валют и ценных бумаг, обеспечивающий стабильный спрос и фиксированную оплату заказов, — компания переориентировалась на выпуск военной продукции и стала крупным подрядчиком формирующегося военно-промышленного комплекса США уже во время Гражданской войны (1861—1865) и американо-испанской войны (1898), которые стали важными этапами в накоплении капиталов и прибылей компании, но обе они, особенно последняя, были весьма бурными, но относительно непродолжительными всплесками активности государственных заказчиков в частном секторе снабжения войск.
Ситуацию коренным образом изменила Первая мировая война, которая, как отмечает Альфред Дюпон Чандлер, стала одним из важнейших событий в истории компании. Убытки, понесённые в результате судебного разбирательства в 1912 г., а также связанные с экономической рецессией 1913—1914 гг. поколебали семейный бизнес. Но уже в 1915 году все понесённые убытки окупились с лихвой, а в 1916 г. доходы компании выросли почти в 2,5 раза по сравнению с предыдущим годом, превысив совокупный доход за все предвоенные годы с момента нахождения троих братьев Дюпон в руководстве компании. Свидетельствуя перед Комитетом Сената по вопросам боеприпасов в 1934 г., Пьер Дюпон так прокомментировал расхождения количественных показателей государственной статистики и предоставленной им корпоративной отчётности в части доходов и денежной выручки: «Я не оспариваю [ваши] цифры, потому что цифры не имеют значения — прибыль была очень высокая».
4 февраля 1917 г., накануне разрыва дипломатических отношений между США и Германской империей, Пьер Дюпон провёл встречу в Дель-Монте близ Монтерея с контр-адмиралом Уильямом Фолджером, который оказал ему помощь в деле налаживания партнёрских отношений с федеральным правительством и военными в частности. В начале марта он получил письмо от Бернарда Баруха, являвшегося одновременно председателем Совета военной промышленности при Президенте США и советником президента по национальной безопасности и обороне, а 22 марта за 15 дней до официального объявления США войны Германии он уже разослал коммерческие предложения Военному министру Ньютону Бейкеру и Военно-морскому министру Дж. Дэниелсу.
В годы Первой мировой войны, задолго до вступления США в войну (1917), «Дюпон» заняла нишу главного поставщика взрывчатых веществ для вооружённых сил стран Антанты. За период Первой мировой войны в войска США и союзников было поставлено около полутора миллиардов фунтов взрывчатки (680 тысяч тонн), одновременно удовлетворяя не менее чем на половину потребности американской промышленности в динамите и других взрывчатых веществах для промышленных целей. В межвоенный период и в годы Второй мировой войны «Дюпон», наряду с другими компаниями химической промышленности («Monsanto Company», «Dow Chemical») освоила промышленный выпуск химического оружия. В годы Второй мировой войны «Дюпон» выпустила около 4,5 млрд фунтов взрывчатки (2,04 млн т) для военных нужд, кроме того, линейку военной продукции дополнили нейлон и синтетические материалы, текстильные изделия из них (плащи, палатки, парашюты и т. д.), и другие категории товаров военного назначения. Немаловажным фактором, способствовавшим размещению заказов на исследования и производство на предприятиях «Дюпон», был тот факт, что Ламмот Дюпон входил в состав Консультативного комитета химических войск (Chemical Advisory Committee) Военного министерства США, решения которого были определяющими как в плане организации производства, так и в плане снабжения американской армии и флота.
Химическое оружие
Для обеспечения потребностей в химическом оружии и боевых отравляющих веществах компанией были построены несколько химических заводов. В 1930-х гг. химики «Дюпон» участвовали в испытаниях цианида водорода (синильной кислоты), использовавшегося для снаряжения крупнокалиберных артиллерийских боеприпасов, в качестве нестойкого отравляющего вещества, внеся ряд ценных рационализаторских предложений в технологию ускорения его разложения (для безопасности применяющей стороны). Кроме технологии, лабораториями «Дюпон» разрабатывались методики и средства дегазации и деконтаминации органических и неорганических поверхностей, подвергшихся применению химического оружия, организации складского хранения и транспортировки смертоносной продукции и другие мероприятия, направленные на усиление мер безопасности при работе с химоружием и его отдельными компонентами.
В 1940 г., до вступления США в войну, компания получила контракт от Управления химических войск Армии США (УХВ) на постройку и запуск в производство Ниагарафолсского химического завода (Niagara Falls Plant) близ Ниагара-Фолс, штат Нью-Йорк, для производства импрегнита — средства химзащиты для предварительной обработки полевого обмундирования. К октябрю 1941 г. завод уже начал выпуск продукции, которая, тем не менее, не удовлетворяла требованиям заказчика ни в качественном, ни количественном аспекте, рост показателей производства был достигнут к осени 1942 г., что позволило компенсировать предыдущие неустойки. По дешёвой, простой и безопасной для человека технологии обработки ткани в водной суспензии, разработанной химиками «Дюпон», работали передвижные полевые мастерские 2-й категории мобильности (M2) по пропитке одежды и тканей защитными составами. Поскольку стандартный деконтаминационный состав марки «Дэнк» (DANC), являвшийся смесью тетрахлорэтана с составом RH-195 (также разработанные химиками «Дюпон»), применяемый для дегазации металлических и пластиковых поверхностей вооружения и военной техники, самолётов и других поверхностей, помимо токсичных компонентов имел выраженные коррозийные свойства при попадании на непокрытые краской поверхности, Национальный комитет оборонных исследований заказал лабораториям «Дюпон» провести ряд НИР по поиску более качественных в этом плане химсредств, но практика показала, что отыскать лучшей замены для него на тогдашней производственной базе не представляется возможным.
По мере развития наступательной инициативы японских императорских войск в Юго-Восточной Азии, которая отсекала США от основного источника натуральной резины, по заказу УХВ начался поиск искусственных заменителей, которые можно применять в качестве загустителя для зажигательных бомб. Химики «Дюпон» разработали новый полимерный состав зажигательной смеси на основе изобутилметакрилата, который, однако, был дефицитным сырьём, из которого изготавливались прозрачные элементы фюзеляжа самолётов и другие важные продукты, что делало серийное производство указанной смеси слишком расходным и нецелесообразным. В том же 1942 г. по проекту инженеров «Дюпон» был построен опытный химический завод на территории Эджвудского арсенала на Абердинском испытательном полигоне. Кроме того, инженеры «Дюпон» вместе с ИТР других компаний участвовали в проектировании Роккимаунтинского химического арсенала, одного из крупнейших предприятий по производству химического оружия.
Летом 1943 г. в Нью-Мартинсвилле, штат Западная Виргиния для обеспечения вооружённых сил гексахлорэтаном и другими химикатами был достроен Маршалльский химический завод (CWS Marshall Plant). По заказу Национального комитета оборонных исследований в 1943 г. осуществлялись исследования, направленные на ускорение и оптимизацию (удешевление) технологических операций производства фосгена, на основе трихлорметилового эфира хлормуравьиной кислоты.
В 1944 г. химики «Дюпон» предложили ряд альтернативных технологий производства слезоточивых газов, которые, однако, оказались не востребованы. Лаборатории «Дюпон» стали пионерами в экспериментах по боевому применению димеркапрола. Побочными продуктами НИОКР военной тематики, осуществлявшихся лабораторными подразделениями компании в годы Второй мировой войны, стали тефлон, бутацит, люцит и другие, ныне широко известные, полимерные материалы. В годы Холодной войны эту линию дополнил кевлар.
Ядерное оружие

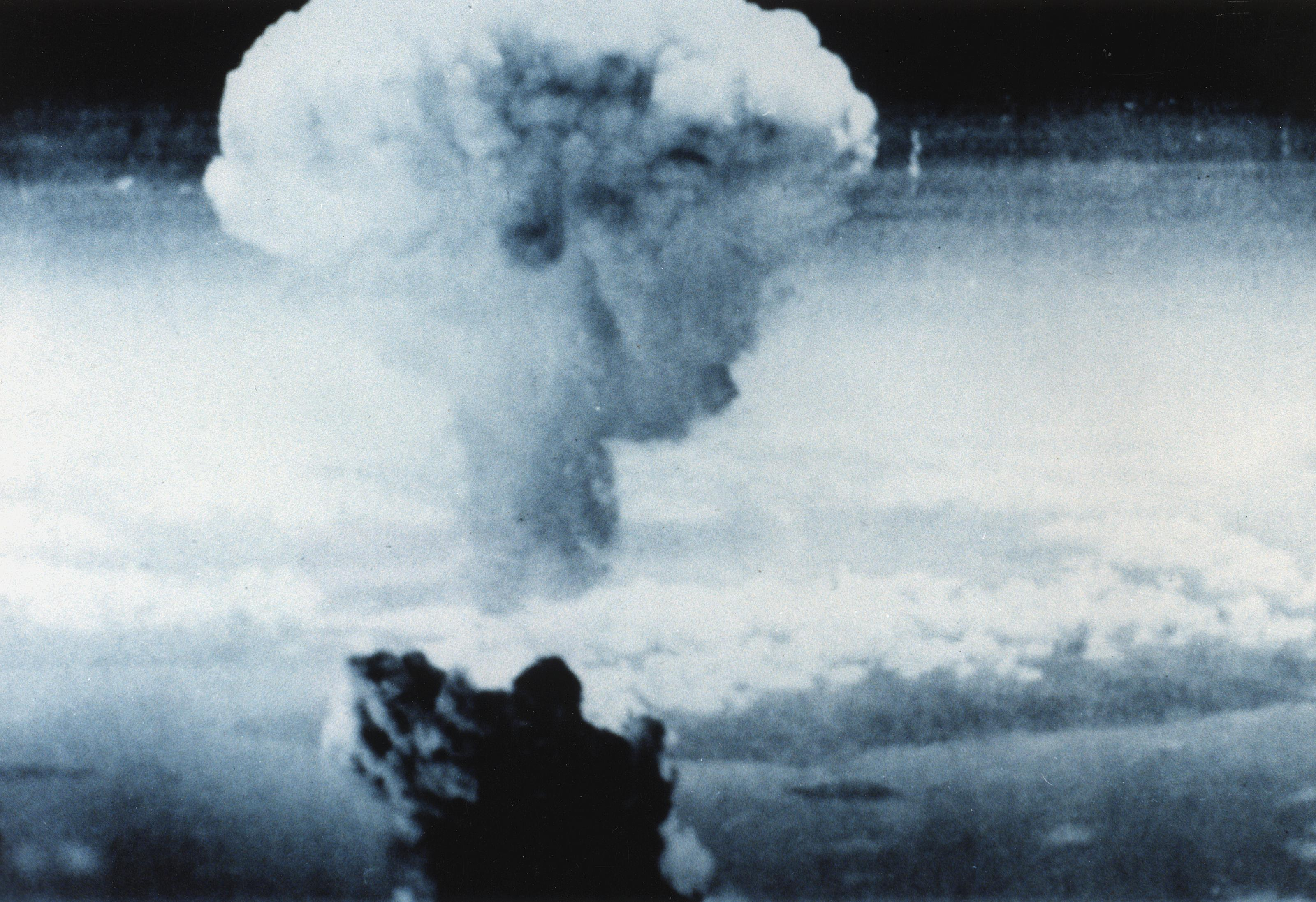
Ядерный гриб от взрыва бомбы над городом Нагасаки. Оружейный плутоний, использованный в ходе первого в мировой военной истории боевого применения ядерного оружия, был получен с Хэнфордского завода

На завершающем этапе Второй мировой войны корпоративная стратегия компании на ближайшее будущее включила в себя новое перспективное направление — ядерное оружие, с началом американской ядерной программы «Дюпон» приняла деятельное участие в Манхэттенском проекте, построив два завода по обогащению урана — Хэнфордский завод (Hanford Plant) в штате Вашингтон и Окриджский завод (Oak Ridge Plant) в штате Теннесси.
Роль DuPont в военной промышленности
Сенатор от штата Делавэр Джо Байден, один из главных защитников интересов компании в Сенате США, в своей поздравительной речи в Сенате по случаю двухсотлетнего юбилея «Дюпон» 21 марта 2002 г. особо отметил важную роль и значение компании в составе ВПК США.

## «Дюпон» в России
В 2005 году компания получила 100%-й контроль над заводом по производству средств защиты растений «Дюпон Химпром», а в начале 2006 года объявила о создании совместного предприятия «Дюпон — Русские краски» с компанией «Русские краски» по производству и продаже лакокрасочных покрытий для автомобильной промышленности. Оборот «Дюпон» в России, по информации топ-менеджеров компании, в 2005 году превысил 200 млн $, увеличившись по сравнению с предыдущим годом на 23 %.

## Влияние на окружающую среду
По данным рейтинга Toxic 100, формируемого Political Economy Research Institute (США), на август 2013 года «Дюпон» находилась на 1-м месте среди компаний, в наибольшей степени загрязняющих окружающую среду в США.
Основными производителями перфтороктановой кислоты (ПФОК) на территории США были компании DuPont и 3M.
Вопрос о влиянии на живые организмы ставился ещё в 1960-х годах производителями ПФОК, однако остроту получил только в 1980-х годах в связи с расширением производства. Проникновение ПФОК в окружающую среду в первую очередь связано с выбросами при производстве политетрафторэтилена, известного как тефлон. DuPont ставил исследования, а позже сбрасывал в воздух и воду технологические побочные продукты производства ПФОК.
В 1990-х годах этим веществом заинтересовалось Агентство по охране окружающей среды США. В 2006 году Агентство признало PFOA канцерогеном. Была запущена программа удаления ПФОК из технологических процессов. Ряд компаний был оштрафован.
В 2000-х годах DuPont получил иски на сотни миллионов долларов от пострадавших работников предприятий и живших рядом с предприятиями.
По официальной информации, с января 2012 года DuPont не использует ПФОК в производстве посуды и форм для выпечки. Вместо него стали использовать новое вещество — GenX, которое производится компанией Chemours, которую учредили специально для его производства, чтобы не вредить репутации компании. В 2021 году стало ясно, что это вещество ещё более опасно для здоровья. Более того, вредными являются все вещества из группы ПФАС.

## Фильмы
В 2019 году вышел полнометражный художественный фильм «Тёмные воды», где была показана история корпоративного юриста Роберта Билотта, который раскрыл, что компания с 1960-х годов загрязняла окружающую среду ПФОКом. Компания «Дюпон» была вынуждена признать и урегулировать 3535 судебных исков, выплатив 670,7 миллиона долларов пострадавшим. Расследование длилось 16 лет.